# Citroën Dyane
Citroën Dyane — микролитражный автомобиль, производимый французской компанией Citroën с 1967 по 1983 годы. По большому счёту, является незначительно улучшенной модификацией Citroën 2CV. Всего было произведено 1,4 миллиона Dyane. Созданный на основе Citroën Dyane фургон был назван Acadiane.
Dyane была ответом Citroën на популярную модель Renault 4, которая после своей премьеры в 1961 сократила продажи Citroën 2CV. Как и Renault 4, Dyane изначально разрабатывалась как хетчбэк с несколькими стилевыми отличиями, такими как традиционные круглые фары с квадратными рамками в передних крыльях и хромированные украшения.